# 352273 Turrell
352273 Turrell è un asteroide della fascia principale. Scoperto nel 2007, presenta un'orbita caratterizzata da un semiasse maggiore pari a 2,7307141 au e da un'eccentricità di 0,1859789, inclinata di 4,04604° rispetto all'eclittica.
L'asteroide è dedicato all'artista statunitense James Turrell.